# Poecilopsyche arjuna
Poecilopsyche arjuna är en nattsländeart som beskrevs av Schmid 1968. Poecilopsyche arjuna ingår i släktet Poecilopsyche och familjen långhornssländor. Inga underarter finns listade i Catalogue of Life.